# Sarah Chapman
Sarah Dearman (de soltera Chapman; Londres, 31 de octubre de 1862- Londres, 27 de noviembre de 1945) fue una de las principales líderes de la huelga de las cerilleras que tuvo lugar en la compañía londinense Bryant & May en 1889. Desde entonces, Chapman y otras personas involucradas en la huelga han sido reconocidas como «pioneras de la igualdad de género y la justicia en el trabajo que [...] dejaron un legado duradero en el movimiento sindical».

## Biografía
Sarah Chapman nació el 31 de octubre de 1862, la quinta de los siete hijos de Samuel Chapman, sirviente de un cervecero, y Sarah Ann Mackenzie. Pasó sus primeros años de vida en el barrio londinense de Mile End, y vivió toda su vida en el East End de Londres. A los 19, junto con su madre y su hermana mayor, trabajaba como maquinista fabricante de cerillas en Bryant & May. En el momento de la huelga de 1888, ocupaba un puesto comparablemente bien remunerado en la fábrica de Bryant & May y era un miembro establecido de su fuerza laboral.
En diciembre de 1891, se casó con Charles Henry Dearman, un ebanista. La pareja tuvo a su primera hija, Sarah Elsie, en 1892 y luego tuvo cinco hijos más. Más tarde, la familia se mudó a Bethnal Green, donde Sarah permaneció el resto de su vida. Charles Henry Dearman murió en 1922.
Sarah Dearman murió en el hospital de Bethnal Green el 27 de noviembre de 1945, a la edad de 83 años. Le sobrevivieron tres de sus seis hijos. Junto con otras cinco personas mayores, fue enterrada en una tumba sin nombre en el cementerio Manor Park.

## Papel en la huelga de las cerilleras

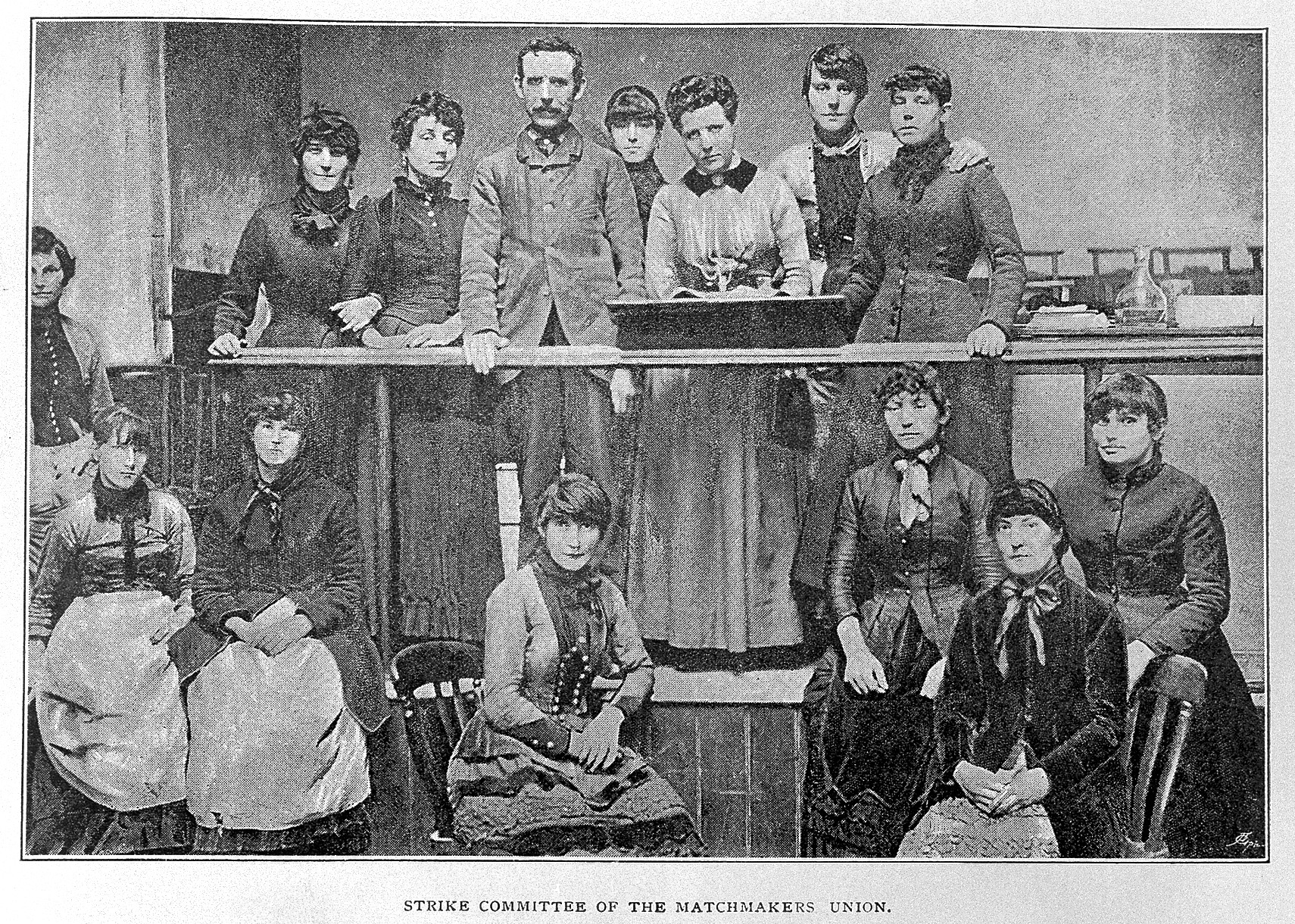
El Comité de huelga del Sindicato de Mujeres Fabricantes de Cerillas, que muestra a Sarah Chapman (fila de atrás, segunda desde la izquierda) junto a Herbert Burrows y Annie Besant

En junio de 1888, en una reunión de la Sociedad Fabiana, los miembros acordaron boicotear las cerillas fabricadas en Bryant & May en respuesta a las malas condiciones laborales de la fábrica y el maltrato de los trabajadores. La librepensadora y reformadora Annie Besant se reunió más tarde con trabajadores fuera de la fábrica para obtener más información y publicó un artículo, titulado White Slavery in London en su periódico The Link el 23 de junio. Aunque Bryant & May intentaron obligar a los empleados a firmar declaraciones rechazando los reclamos, los trabajadores se negaron. El 5 de julio de 1888, aproximadamente 1400 niñas y mujeres se declararon en huelga.
Al día siguiente, 200 mujeres marcharon hacia Bouverie Street en busca del apoyo de Annie Besant. Chapman fue una de las tres mujeres que se reunió con Besant y aseguró su ayuda para formar un comité de huelga. Mary Naulls, Mary Cummings, Sarah Chapman, Alice Francis, Kate Slater, Mary Driscoll, Jane Wakeling y Eliza Martin fueron las primeras integrantes de este comité. Las mujeres celebraron reuniones públicas, ganaron cobertura de prensa comprensiva y pudieron conseguir el apoyo de varios parlamentarios. Chapman y el Comité de Huelga también recibieron ayuda de Toynbee Hall y del London Trades Council y, luego de una reunión con la gerencia de Bryant & May, se acordó su lista de demandas.
Posteriormente, las mujeres establecieron un sindicato (el Sindicato de Mujeres Fabricantes de Cerillas; the Union of Women Match Makers), cuya reunión inaugural tuvo lugar en Stepney Meeting Hall el 27 de julio. Doce mujeres fueron elegidas para el comité, incluida Sarah Chapman. Era el sindicato femenino más grande del país. Chapman fue elegida como la primera representante en el Trades Union Congress (TUC) y estuvo entre los que asistieron al Congreso de Sindicatos Internacionales de 1888 en Londres.

## Legado
Desde 2019, una organización benéfica llamada The Matchgirls Memorial ha buscado crear conciencia sobre la huelga de las cerilleras y sus participantes. Se recibieron donaciones para la creación de una lápida para Sarah Chapman, y la organización benéfica tiene como objetivo erigir una estatua en conmemoración de las huelguistas y organizadores.
En 2020, en respuesta a un plan del cementerio de Manor Park para colocar un montículo sobre la tumba de Sarah Chapman, se presentó una petición para pedir la protección de la tumba. En julio de ese mismo año, se presentó una moción en el Parlamento expresando su preocupación por esta destrucción planificada del lugar de entierro de Sarah Chapman. La moción, patrocinada por los parlamentarios Apsana Begum, Rushanara Ali, John Cryer, Jim Shannon, Alison Thewliss e Ian Lavery decía:

Que esta Cámara está alarmada por los planes inminentes de amontonar la tumba de Sarah Dearman (de soltera Chapman), una organizadora clave de la huelga de cerilleras en 1888 en el cementerio de Manor Park, al este de Londres; señala que Sarah Chapman desempeñó un papel de liderazgo en la huelga histórica y que las cerilleras, como pioneras de la igualdad de género y la justicia en el trabajo, a través de su huelga y la formación del Sindicato de Mujeres cerilleras, dejaron un legado duradero en el movimiento sindical; cree que la tumba de Sarah Chapman tiene un interés histórico especial e ilustra aspectos importantes de la historia social, económica y política; pide al Gobierno que intervenga para detener la pérdida inminente de una parte importante de la rica y diversa historia de Londres; y pide además al Gobierno que inspeccione el proceso de formación de montículos para asegurarse de que no se perturben los entierros tempranos cuando se construyan nuevas tumbas.

En 2021, se anunció que un nuevo desarrollo de viviendas en Bow llevaría el nombre de Sarah Chapman. En 2022, el English Heritage anunció que la huelga de las cerilleras se conmemoraría con una placa azul en el sitio de la antigua fábrica de Bryant and May en Bow, Londres. La placa fue descubierta en Bow Quarter, Fairfield Road, en el municipio (borough) de Tower Hamlets el 5 de julio de 2022 por la actriz Anita Dobson, bisnieta de Chapman, y Sam Johnson, fideicomisario de la asociación The Match Girls Memorial que dirigió la campaña por la placa.
En 2022 y con motivo del 125 aniversario de la huelga de mujeres cerilleras, se celebró el 6 de julio, en Londres, el primer Festival de las Cerilleras con una nutrida agenda de actividades entre las que se incluyen un taller de hacer sombreros con aguja, además la historiadora Louise Raw, ha escrito un libro en el que cuenta la historia de estas  pioneras en el movimiento obrero. El libro lleva por título Striking a light: the matchwomen and their place in history (Encendiendo una luz: el lugar de las cerilleras en la Historia).
Chapman aparece como un personaje secundario en la película de Netflix de 2022, Enola Holmes 2, interpretada por la actriz Hannah Dodd. La película proporciona un relato ficticio de los orígenes de La huelga de las cerilleras, en las que tanto el personaje principal como su hermano Sherlock acaban involucrados.